# بولو يونغ
بولو يونغ (بالصينية: 杨斯) أو يانغ زي  ولد بتاريخ (3 يوليوز 1946) بمدينة قوانتشو الصينية هو ممثل ومخرج سينيمائي صيني يحمل عدة ألقاب أشهرها هرقل الصين The Chinese Hercules ووحش الشرق The Beast From the East  عرف بتجسيده لأدوار الشر في معظم أفلامه البالغ عددها أكثر من 60 فيلماً من نوع الأكشن والفنون القتالية.

## مسيرته الفنية
بدأ بولو يونغ تعلمه للفنون القتالية في سن مبكرة على يد كبار المعلمين في مدينة قوانتشو الصينية، بعدها ٱتجه لدراسة فن الكونغ فو بالتوازي مع رياضة كمال الأجسام حيث أحس بضرورة تقوية بنيته الجسدية، لكن تفشي القمع الشيوعي جعله يفر هارباً نحو العاصمة هونغ كونغ. ركز بولو جهوده بعد ذلك على التطوير من أداءه الرياضي ما حدى به للفوز بلقب بطل هونغ كونغ في رياضة كمال الأجسام وٱكتساب شهرة واسعة محلياً، سرعان ما ٱنفجرت عالمياً عند حصوله على دور في فيلم دخول التنين سنة 1973 من بطولة صديقه بروس لي والذي أدى فيه بولو يونغ دور بولو الذراع اليمنى لملك الجزيرة الفاسد والشرير «هان». ليعتبر من بين الأوجه البارزة والمهمة في سينيما الفنون القتالية الصينية خلال فترة السبعينيات.

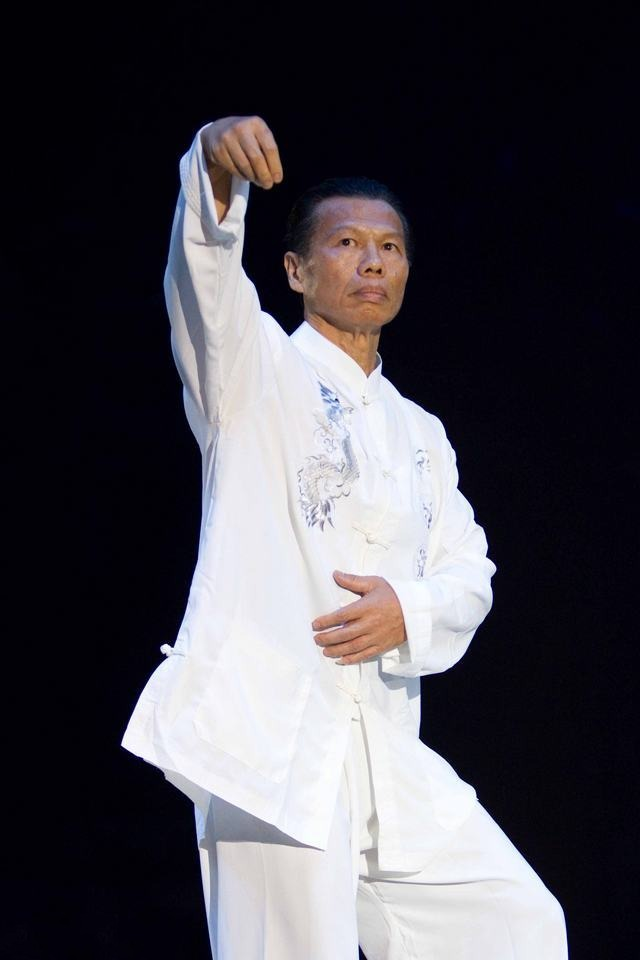
بولو يونغ في حفل بودو لفنون القتال اليابانية المقام ب سنة 2010

واصل يونغ مشواره السينيمائي بلعبه في العديد من الأفلام التي لم تكن مربحة تجارياً، إلى حدود سنة 1988 عند حصوله على دور لبطولة فيلم رياضة الدم رفقة الممثل الصاعد آنذاك جين كلود فان دام في أولى بطولاته السينيمائية، حيث تمكن الفيلم دي الميزانية المحدودة التي لم تتجاوز 1.5 مليون دولار من تحقيق إيرادات عالية ومربحة في شباك التذاكر بلغت $11700000 في الولايات المتحدة الأمريكية وحدها فقط وهو الفيلم الذي ٱستطاع بفضله يونغ ٱسترجاع بريقه وشهرته العالمية وٱجتياح جمهور المشرق العربي ليحصل على لقب "وحش الشرق" بفضل دوره الذي أبان فيه عن قدرته القتالية وضخامته الجسمانية الهائلة. حاليا ورغم كبر سنه 67 سنة و1.68مترا لازال بولو يونغ مواظباً على ممارسة رياضة كمال الأجسام إضافة إلى فن تاي تشي شوان.

## أفلامه
- 1973 : دخول التنين (فيلم) : بولو
- 1988 : رياضة الدم (فيلم) : تشونغ لى

## روابط خارجية
- بولو يونغ على موقع IMDb (الإنجليزية)
- بولو يونغ على موقع قاعدة بيانات الأفلام العربية
- بولو يونغ على موقع ألو سيني (الفرنسية)
- بولو يونغ على موقع أول موفي (الإنجليزية)
- بولو يونغ على موقع قاعدة بيانات الأفلام السويدية (السويدية)
- بولو يونغ على موقع قاعدة بيانات الفيلم (الإنجليزية)
- بولو يونغ على موقع كينوبويسك (الروسية)